# تشيستر بيتش
تشيستر بيتش (بالإنجليزية: Chester Beach)‏ هو نحات أمريكي، ولد في 1881 في سان فرانسيسكو في الولايات المتحدة، وتوفي في 1956 في نيويورك في الولايات المتحدة.

## معرض صور

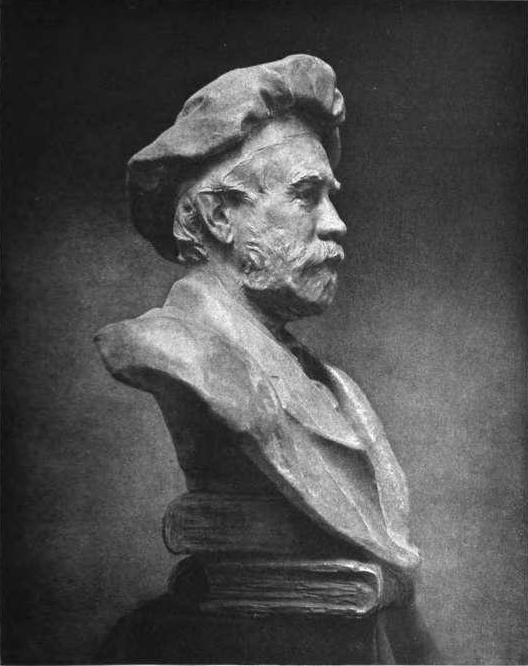
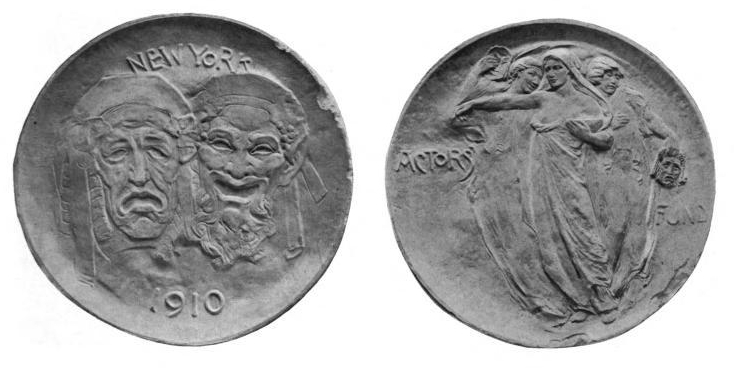
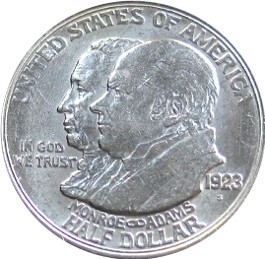
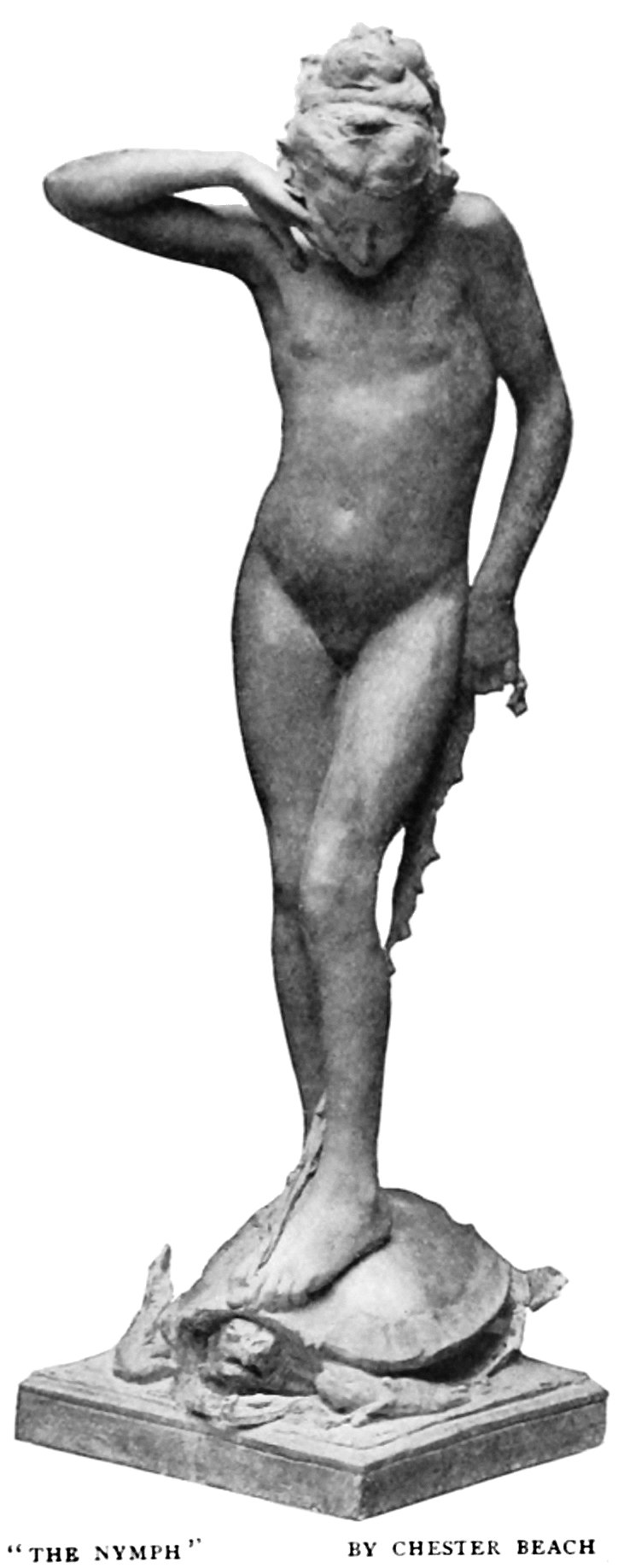
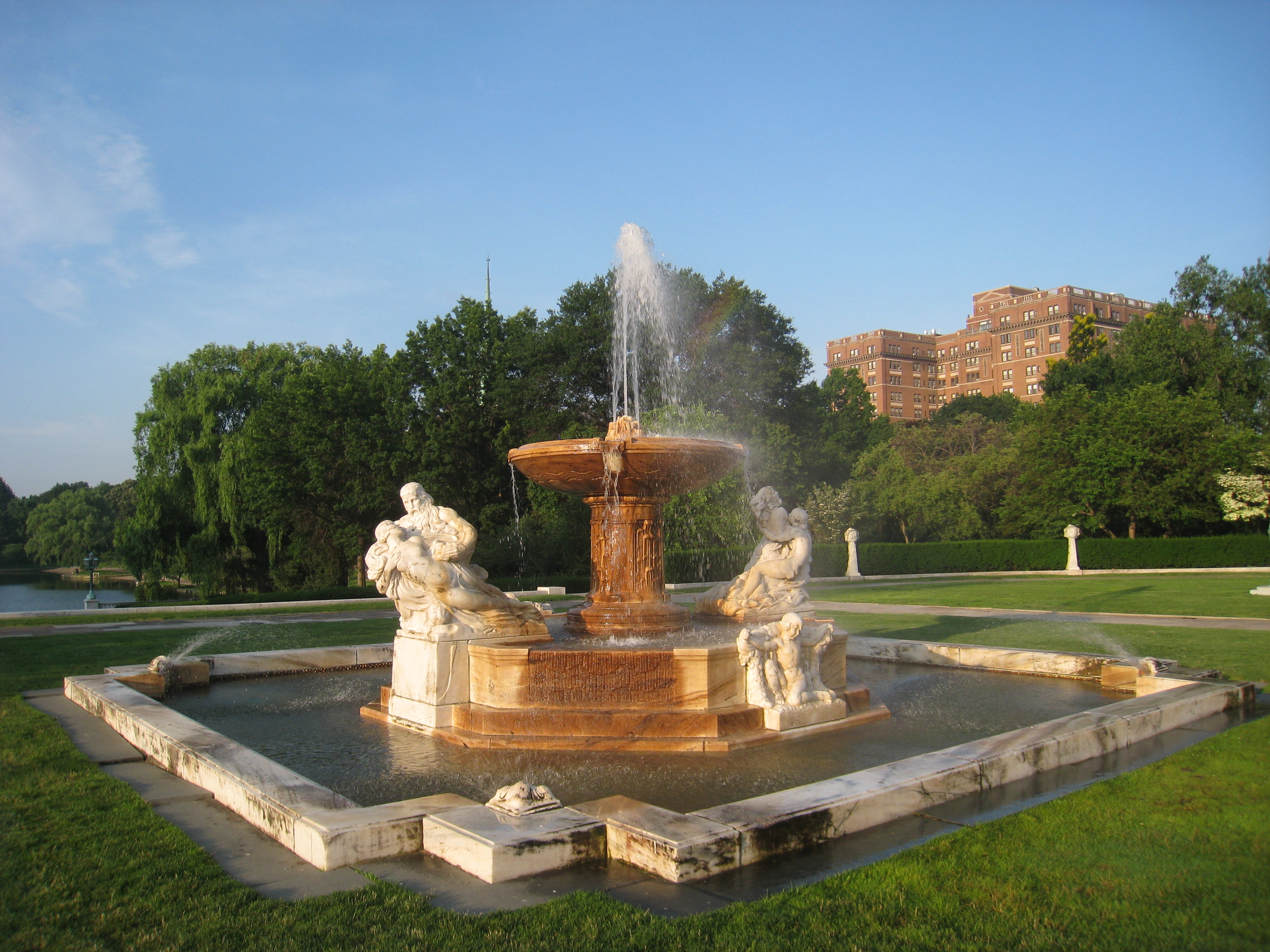

## وصلات خارجية
- تشيستر بيتش على موقع أوليمبيديا (الإنجليزية)